# Eduardo Neves de Castro
Eduardo Neves de Castro (Rio de Janeiro, 29 de agosto de 1943 - São Paulo, 28 de abril de 1969) foi um futebolista brasileiro. 
Ponta-esquerda que jogou no America Football Club entre 1964 e 1967 e no Sport Club Corinthians Paulista entre 1968 e o início de 1969. Entre 1961 e 1964, jogou nos juniores do America Football Club.
Em 1968, foi convocado para a Seleção Brasileira de Futebol, fazendo sete jogos e marcando um gol, na vitoria do Brasil contra a Seleção Paraguaia de Futebol por 4 a 0, no dia 25 de julho de 1968.
Eduardo Neves faleceu em um acidente automobilístico, quando o Fusca dirigido pelo companheiro de clube, Ludgero Pereira da Silva, bateu em uma das pilastras da Ponte da Vila Maria, na cidade de São Paulo. Os dois jogadores morreram e foram velados no Parque São Jorge, num dos momentos de maior comoção da torcida corintiana.

## Clubes/Seleção
| Clube/Seleção                   | Estado         | Ano       |
| ------------------------------- | -------------- | --------- |
| America Football Club           | Rio de Janeiro | 1964-1967 |
| Sport Club Corinthians Paulista | São Paulo      | 1968-1969 |
| Seleção Brasileira de Futebol   | Brasil         | 1968      |